# ミリ波帯近接場顕微鏡
ミリ波近接場顕微鏡（ミリはきんせつばけんびきょう、Scanning Near Field Millimeter-Wave Microscopy）とはミリ波により画像を得る顕微鏡。

## 概要
ミリ波は可視光と比較してはるかに波長(5mm程度)が長いため、そのままでは分解能を高める事ができない。そこで走査型近接場光顕微鏡の概念をミリ波の帯域にまで拡張する事によって分解能を高める。
ミリ波の照射位置をスリット型の金属導波管で局所的に絞って密着した試料の微小領域に照射して、回転ステージ上の試料を回転して機械的に走査することでミリ波ビームを走査する。探針のスリット幅はλ/60であるが長さが波長程度なので、一般的な走査型プローブ顕微鏡で行われるx-y走査では、空間分解能が上がらないので取得された角度別の信号をコンピュータ断層撮影と同じ手法で再構成して画像化する。スリット開口幅と同程度の83μmの空間分解能が報告されている。

## 用途
- 材料分析
- 生物観察
- 非破壊検査
- 誘電体基板や半導体基板の特性評価
- 半導体中の自由キャリア分布